# Kupferstecher

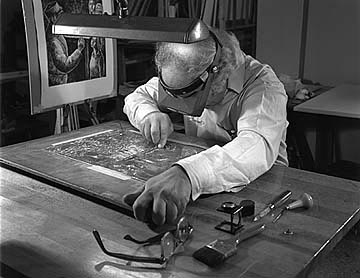
Kupferstecher bei der Bearbeitung einer Druckplatte

Der Kupferstecher ist ein Künstler oder Handwerker, der mit der Technik des Kupferstichs arbeitet. Durch spanabhebende Verfahren überträgt er Abbildungen auf Platten aus Kupfer, die als Druckplatten dienen. Zur Vervielfältigung der Abbildung werden die in die Kupferplatte eingearbeiteten Linien eingefärbt. Kupferstiche werden heute nur noch von wenigen Künstlern hergestellt.
Ein ähnlicher grafischer Beruf ist der des Graveurs, der Schrift und Verzierungen in Gegenstände des täglichen Gebrauchs, Dekorationsgegenstände und Schmuck einarbeitet. Bei der Herstellung von Banknoten verwenden Graveure heute noch die Technik des Stahlstichs, die sich aus dem Kupferstechen entwickelt hat.

## Geschichte

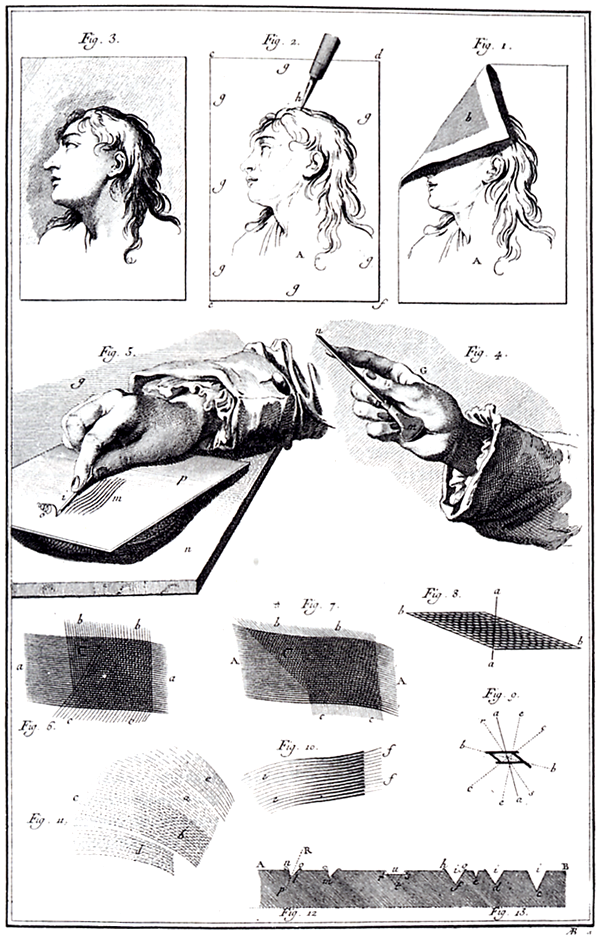
Darstellung der Kupferstichtechnik in der Encyclopédie, um 1760

Zahlreiche Künstler des 15. und 16. Jahrhunderts wie Albrecht Dürer, Lucas Cranach, Meister E. S., Martin Schongauer und Meister der Spielkarten fertigten neben den Tafelbildern auch vervielfältigbare grafische Blätter für den neuen Markt, der durch das aufstrebende, zu Wohlstand gekommene Bürgertum vorhanden war. Die Technik dafür war bis zur Erfindung der Radierung der Kupferstich. Oft beschäftigten die Künstler – zum Beispiel Dürer – zur Druckstockherstellung eigene Werkstätten und stachen selbst nur einen Teil des Druckstockes, während die Stecher in der Werkstatt die Vorlage nach den Vorgaben ergänzten.
Weil der Kupferstich höhere Auflagen als die Radierung zulässt und detailgenauere Darstellungen als der Holzschnitt erlaubt, waren Kupferstecher als Künstler und Kunsthandwerker bzw. Druckstockhersteller bis in die erste Hälfte des 19. Jahrhunderts gefragt, bis die Lithografie den Kupferstich und den Holzstich als Illustrationsmittel ablöste.
Theodor de Bry, Johann Theodor de Bry und Matthäus Merian sind berühmte Illustratoren, die in von ihnen illustrierten Reise- und Städtebeschreibungen vor den Textautoren aufgeführt wurden. Kupferstecher wurden im 16. bis 18. Jahrhundert in Malerwerkstätten und Verlagshäusern in großer Zahl beschäftigt, um Gemälde als Kupferstich zu kopieren oder Illustrationen druckfähig zu übertragen.
Sie waren meistens selbst nicht kreativ tätig, sondern übertrugen die Arbeiten anderer, was aber trotzdem hohe Anforderungen an ihre zeichnerischen und handwerklichen Fähigkeiten stellte. Daher dürfte die Qualitätsaussage „wie gestochen“ für eine hervorragende zeichnerische Darstellung stammen.
Einer der berühmtesten Kupferstecher mit einem umfangreichen Werk im 18. Jahrhundert ist Giovanni Battista Piranesi. Im 19. Jahrhundert erlebte der Kupferstich eine neue Blütezeit unter den Nazarenern.

## Sprichwörtliche Redensart

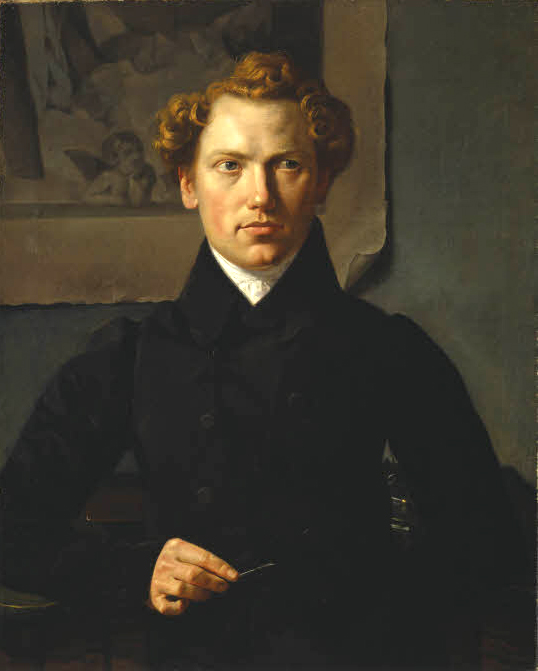
Porträt eines Kupferstechers, Ölgemälde von Ferdinand Tellgmann (1834)

Die sprichwörtliche Anrede „mein lieber (oder alter) Freund und Kupferstecher“ gilt als vertraulich mit ironischem Unterton. Manche deuten sie als abwertend. Das könnte daran liegen, dass Kupferstecher mit dem Aufkommen des Papiergeldes die nötigen Voraussetzungen mitbrachten, als Geldfälscher tätig zu werden. Es kam auch vor, dass ein Kupferstecher ein Gemälde in eine Druckgrafik umwandelte, ohne den Autor des Gemäldes in der Legende zu erwähnen – es war üblich, sowohl den Namen des Malers (… fecit ‚… hat es gemacht‘) als auch den Namen des Stechers (… sculpsit ‚… hat es gestochen‘) zu nennen. Ein Kupferstecher konnte also jemand sein, der sich mit fremden Federn schmückte und dem gegenüber Misstrauen angebracht war.
Als Beleg wird der Dichter Friedrich Rückert angeführt, der diese Anrede in den Briefen an seinen Freund, den Kupferstecher Carl Barth benutzte. Vielleicht hat es sich dabei aber nur um eine leicht anzügliche Frotzelei unter Freunden gehandelt.
Lutz Röhrich hält die Herkunft der Redensart für ungeklärt. Die privaten Briefe Rückerts kommen dafür nicht in Betracht, und Rückerts Gedicht An den Gevatter Kupferstecher Barth war nicht allgemein bekannt. Die Anrede war vor allem im mittleren und nördlichen Deutschland gebräuchlich, besonders in Berlin und Sachsen. Röhrich verweist auf das 8. Kapitel in Theodor Fontanes beliebtem Roman Frau Jenny Treibel (1892): „Das hat so sein sollen, Freund und Kupferstecher; mitunter fällt Ostern und Pfingsten auf einen Tag.“ Ferner gibt es im Obersächsischen die ähnlichen Redensarten „alter Freund und Bildermann“ (der Bildermann war ein Schausteller, der auf Jahrmärkten Kupferstiche verkaufte) sowie „alter Freund und Petschaftsstecher“.

## Bekannte Kupferstecher (Auswahl)
Hinweis: Auflistung chronologisch nach Geburtsjahr. Die Zuordnung richtet sich danach, in welchem heutigen Land der Geburtsort liegt. Nach dem Namen werden wichtige Wirkungsorte genannt.
Deutschland
- Albrecht Dürer (1471–1528), Nürnberg
- Virgil Solis (1514–1562), Nürnberg
- Frans Hogenberg (um 1535–1590), Köln
- Wilhelm Dilich (1571–1650), u. a. Bremen, Hamburg, Leipzig, Dresden
- Georg Keller (1576–1640), Nürnberg
- Eberhard Kieser (1583–1631), Frankfurt am Main
- Sebastian Furck (ca. 1589/1598–1655/1666), Frankfurt am Main
- Johann Eckard Löffler „der Ältere“ (?– nach 1680), Frankfurt am Main
- Johann Heinrich Löffler  „der Jüngere/Junior“ (um 1615-nach 1683), Köln
- Michael Wening (1645–1718), Nürnberg und München
- Johann Alexander Boener (1647–1720), Nürnberg
- Christoph Weigel der Ältere (1654–1725), Nürnberg
- Andreas Trost (1657–1708), Graz
- Paul Schenk der Ältere (1660–1711), Elberfeld
- Johann Christoph Weigel (1661–1726), Nürnberg
- Georg Philipp Rugendas (1666–1742), Augsburg
- Johann Georg Wolfgang (1662–1744), Augsburg, Amsterdam, Kleve, Berlin
- Martin Bernigeroth (1670–1733), Leipzig
- Johann Georg(e) Schreiber (1676–1750), Bautzen, Zeitz, Leipzig
- Johann Elias Ridinger (1698–1767), Augsburg
- Georg Philipp Rugendas (II) (1701–1774), Augsburg
- Johann Jacob Haid (1704–1767), Augsburg
- Johann David Schleuen (1711–1774), Berlin
- Christian Ludwig von Hagedorn (1712–1780), Gelegenheitskupferstecher, Dresden
- Georg Friedrich Schmidt (1712–1775), Berlin, Paris
- Anton August Beck (1713–1787), Braunschweig
- Johann Georg Wille (1715–1808), Paris
- Daniel Chodowiecki (1726–1801), Berlin
- Johann Georg Schleuen (1737–1799), Berlin
- Johann Friedrich Bause (1738–1814), Halle/Saale, Augsburg, Leipzig, Weimar
- Johann Elias Haid (1739–1809), Augsburg
- Johann Friedrich Schleuen (1739–1784), Berlin
- Johann Wilhelm Schleuen (1748–1812), Berlin
- Abraham Wolfgang Küfner (1760–1817), Ingolstadt
- Friedrich Gottlob Endler (1763–1822), Breslau
- Feodor Iwanowitsch Kalmück (1765–1825), Karlsruhe
- Ludwig Buchhorn (1770–1856), Berlin
- Christian Haldenwang (1770–1831), badischer Hofkupferstecher, Karlsruhe, Dessau
- Christian Duttenhofer (1778–1846)
- Johann Friedrich Wilhelm Müller (1782–1816), Stuttgart und Dresden
- Carl Barth (1787–1853), Hildburghausen
- Johann Adam Klein (1792–1875), Nürnberg
- Joseph von Keller (1811–1873), Düsseldorf

Estland – Litauen
- Lembit Lõhmus (Exlibris, Banknoten, Briefmarken)

Frankreich
- Martin Schongauer (um 1445/1450–1491), Colmar, Breisach, Nürnberg
- Jean Turpin genannt Turpinius (1561–1626), Frankreich/Italien
- Marie-Anne Horthemels (* 1682 in Paris; † 24. März 1727 ebenda)
- Jacques Gabriel Huquier (1695–1772), Orléans
- François-Nicolas Martinet (1731 – ca. 1800)
- Aaron Martinet (* 1762 in Paris; † Mai 1841 ebenda)
- Charles de Graimberg, auch Carl oder Karl von Graimberg (1774–1864), Heidelberg/Deutschland

Italien
- Andrea Mantegna (1431–1506), Mantua
- Marcantonio Raimondi (um 1475 in Agini bis ca. 1534), vermutlich Bologna
- Diana Scultori (auch: Diana Mantuana oder Diana Ghisi, Mantua 1547–5.4.1612 Rom)
- Francesco Villamena (1564–1624), Rom
- Joseph Wagner (1706–1780), Venedig
- Francesco Bartolozzi (1728–1815), Italien/England

Niederlande
- Thomas de Leu (1560–1612), Paris
- Willem Blaeu (1571–1638), Amsterdam
- Jakob Matham (1571–1631), Haarlem
- Lucas Vorsterman der Ältere (1595–1675), Antwerpen
- Joan Blaeu (1596–1673), Amsterdam
- Elias und Heinrich van Lennep (1637/38–1692 bzw. 1635–1720), Detmold, Kassel, Münster, Wiedenbrück

Österreich
- Georg Matthäus Vischer (1628–1696), Linz
- Alfred Cossmann (1870–1951), Graz, Wien
- Hans Ranzoni d. J. (1896–1991), Wien

Schweiz
- Urs Graf der Ältere (um 1485–1525), Solothurn und Basel
- Gregorius Sickinger (um 1558–1631), Solothurn
- Martin Martini (1565/66–1610), Zürich, Luzern, Freiburg im Üchtland
- Matthäus Merian der Ältere (1593–1650), Basel, Frankfurt am Main, Oppenheim
- Matthäus Merian der Jüngere (1621–1687), Frankfurt am Main
- Johann Rudolf Holzhalb (1723–1806), Zürich
- Adrian Zingg (1734–1816), Dresden
- Christian von Mechel (1737–1817), Basel, Wien, Berlin
- Johann Heinrich Troll (1756–1824), Basel, Dresden
- Jacob Merz (1783–1807), Hirslanden
- Heinrich Merz (1806–1875), St. Gallen

Tschechien
- Daniel Meisner (1585–1625), Frankfurt am Main

Vereinigtes Königreich
- William Hogarth (1697–1764), London
- James Gillray (1757–1815), London
- George Cruikshank (1792–1878), London

Zu weiteren Kupferstechern siehe Listen bei Wikipedia Commons.